# 4806 Miho
4806 Miho (1990 YJ) là một tiểu hành tinh vành đai chính được phát hiện ngày 22 tháng 12 năm 1990 bởi Natori và Urata ở Trạm quan sát JCPM Yakiimo.